# Boombastic
Boombastic (englisch für „bombastisch“) ist eine Single des jamaikanischen Reggae-Pop-Musikers Shaggy von 1995. Durch einen Jeans-Werbespot von Levi Strauss & Co. gelang ihm mit dem Titel der internationale Durchbruch. Mit über 250.000 Einheiten zählt Boombastic zu den meistverkauften Rapsongs in Deutschland.

## Entstehung und Veröffentlichung
Boombastic entstand im Mai 1994 und wurde am 5. Juni 1995 als Single mit der B-Seite In the Summertime und im Juli 1995 auf Shaggys drittem gleichnamigem Studioalbum beim Musiklabel Virgin Records (EMI Group) veröffentlicht.
Der Song enthält ein Sample von King Floyds 1971 erschienenem Lied Baby Let Me Kiss You. Vom Original Floyds wurden der Bass, der in Shaggys Version von einer E-Gitarre gedoppelt wird, sowie der Schlagzeugbeat übernommen, der jedoch im Verlauf des Songs diversen Variationen unterliegt. Das Tempo von Shaggys Boombastic beträgt 158 Schläge pro Minute. Die Tonart ist D-Dur.

## Musikvideo
Das Musikvideo zeigt Shaggy umringt von Tänzerinnen in einer leer stehenden und mit verschiedenen Tanzflächen ausgestatteten mondänen Villa.

## Rezeption

### Verwendung
Der Textilkonzern Levi Strauss & Co. verwendete das Lied 1995 für einen Werbespot mit Stop-Motion-Animation von Knetmasse-Figuren, der die Double Stiched for Xtra Strength-Jeans bewarb. Dadurch wurden der Titel und der Künstler Shaggy international erfolgreich. Die Werbespot-Version erschien 1995 gleichfalls als Single.

### Rezensionen
AllMusic-Redakteur David Jeffries sah Boombastic neben Oh Carolina als zentrale Single an. Larry Flick von Billboard bemerkte, dass es „mit einem hypnotischen Groove herumzuckt, der Hip-Hop und Rave/Pop ebenso viel verdankt wie traditioneller Jamaikamusik“. Der Deejaying-Track sei „ziemlich Mainstream-Pop-konform“, und er spiele „mit dem Refrain“. Er sei „darauf ausgelegt, von Jeep-Hörern sofort ausgewählt zu werden“, und komme „in zwei radikalen Versionen, die sowohl jugendliche Zuhörer als auch ihre reiferen Gegenstücke anlocken sollen.“ Ein Rezensent von Music Week bewertete den Song mit vier von fünf Punkten und meinte dazu: Das in der neuesten Levi's-Werbung verwendete Lied garantiere „dem Shagster einen weiteren britischen Hit mit diesem Slo-Mo-Pop-Ragga, der Marvin Gayes Let’s Get It On“ sample. James Hamilton, DJ und Journalist vom RM Dance Update des Magazins beschrieb es als „schroff-zwielichtig-durchgeknallt“.  John Kilgo von The Network Forty erklärte es zu einem „Reggae/Rap-Meisterwerk“.
Gerald Martinez von der New Sunday Times erklärte, dass „Shaggys prahlerisches Rappen mit spärlicher, hypnotischer Unterstützung den Song trägt.“  Ein Rezensent der Zeitschrift People meinte, dass das Album „eher wie das echte Reggae-Ding“ und „das rohe Titellied“  „der bisher kompromissloseste Top-10-Trip des Stils“ sei. Al Weisel vom Rolling Stone betrachtete ihn als „ein gestripptes Clown-Dub-Meisterwerk, eine perkussive Kakophonie aus Samples, Soundeffekten und einem klirrenden Klavier.“ „Shaggys Bariton-Growlgesang“ strotze „vor Sexualität, die sowohl an die Dancehall-Prahlerei von Shabba Ranks als auch an die theatralische Selbstironie des Ska-Königs Prince Buster“ erinnere. Mark Sutherland von Smash Hits gab „Boombastic“ zwei von fünf Punkten und nannte es einen „schroffen, schleifenden Ragga-Lite-Track“.  David Sinclair von The Times beschrieb es als „eine unterhaltsame Hommage an den grenzenlosen Sexappeal des Sängers“ und bemerkte Shaggys „boshafte Freude, die Rs mit seiner Zunge zu rollen wie das Schnurren einer großen Katze“. Er fügte hinzu: „Boombastic ist mit einem pochenden Ein-Noten-Piano-Riff und minimalistischem Reggae-Beat eine dieser Feelgood-Dance-Platten, die eine besondere Magie aus dem Nichts zu beschwören scheint. Wie der Held in der Werbung wird es überall aus den Geschäften fliegen.“

### Charts und Chartplatzierungen
| ChartsChartplatzierungen       | Höchstplatzierung | Wochen |
| ------------------------------ | ----------------- | ------ |
| Deutschland (GfK)              | 2 (23 Wo.)        | 23     |
| Österreich (Ö3)                | 2 (16 Wo.)        | 16     |
| Schweiz (IFPI)                 | 3 (24 Wo.)        | 24     |
| Vereinigtes Königreich (OCC)   | 1 (17 Wo.)        | 17     |
| Vereinigte Staaten (Billboard) | 3 (29 Wo.)        | 29     |

| ChartsChartplatzierungen | Höchstplatzierung | Wochen |
| ------------------------ | ----------------- | ------ |
| Deutschland (GfK)        | 27 (8 Wo.)        | 8      |

| ChartsJahrescharts (1995)      | Platzierung |
| ------------------------------ | ----------- |
| Deutschland (GfK)              | 26          |
| Österreich (Ö3)                | 28          |
| Schweiz (IFPI)                 | 34          |
| Vereinigtes Königreich (OCC)   | 15          |
| Vereinigte Staaten (Billboard) | 18          |

### Auszeichnungen für Musikverkäufe
| Land/Region                  | Auszeichnungen für Musikverkäufe (Land/Region, Auszeichnung, Verkäufe) | Verkäufe  |
| ---------------------------- | ---------------------------------------------------------------------- | --------- |
| Australien (ARIA)            | Platin                                                                 | 70.000    |
| Deutschland (BVMI)           | Gold                                                                   | 250.000   |
| Frankreich (SNEP)            | Silber                                                                 | 125.000   |
| Neuseeland (RMNZ)            | Platin                                                                 | 10.000    |
| Norwegen (IFPI)              | Platin                                                                 | 20.000    |
| Österreich (IFPI)            | Gold                                                                   | 25.000    |
| Vereinigte Staaten (RIAA)    | Platin                                                                 | 1.000.000 |
| Vereinigtes Königreich (BPI) | Platin                                                                 | 600.000   |
| Insgesamt                    | 1× Silber · 2× Gold · 5× Platin ·                                      | 2.100.000 |

Hauptartikel: Shaggy/Auszeichnungen für Musikverkäufe

## Trivia
- 2005 nannte der Satiriker Jan Böhmermann sein Comedy-Bühnenprogramm Boombastic Fantastic – ein Schmuseabend mit Da Original Shaggä.
- Boombastic diente 2006 für den US-amerikanischen Computeranimationsfilm Der tierisch verrückte Bauernhof des Regisseurs Steve Oedekerk als Soundtrack. 2007 wurde der ebenso in der Filmkomödie Mr. Bean macht Ferien mit Rowan Atkinson in der Hauptrolle verwendet.